# Heterocerus pruinosus
Heterocerus pruinosus är en skalbaggsart som beskrevs av Ernst Hellmuth von Kiesenwetter 1851. Heterocerus pruinosus ingår i släktet Heterocerus, och familjen strandgrävbaggar. Arten har ej påträffats i Sverige.